# معادلة ليفين
معادلة ليفين، B = f(P, E)، هي صيغة استدلالية اقترحها عالم النفس كورت ليفين لتفسير ما يحدد السلوك.